# Badalisc
El badalisc és una figura associada a la cultura popular italiana. Té un cos allargat, pell i banyes de cabra i una gran boca. Representa un ésser mitològic que viu al bosc i que és capturat pels volts de la festa dels Reis Mags, quan es llegeix un discurs humorístic entre músiques i balls. Després de la festa en el seu honor, on els nens de la vila recullen ingredients per l'àpat comunal i hi ha una dansa a la plaça, s'allibera el badalisc, el qual torna a la seva llar entre els arbres.
Alguns folcloristes han volgut relacionar l'animal amb el basilisc clàssic per la semblança de noms, però el lligam no és evident. Sí que es relaciona, en canvi, amb la figura del bosin, una espècie de bufó o joglar que un cop l'any denunciava els excessos públics en una festa popular.